# Tête à tête (pétanque)
Le Tête à tête est un format de jeu de la pétanque.

## Description
C'est un des quatre formats de jeu de la pétanque. Elle se joue avec un joueur (ou joueuse) qui possède trois boules. En compétition le joueur doit être complet en étant pointeur et tireur. Un match oppose donc un joueur contre un autre joueur.